# Língua baniva de Maroa
O baniva de Maroa (ou paraiena, orelhudo, warekena) é uma língua da família linguística arawak falada em Maroa (Venezuela), no rio Xié (Brasil), no rio Tomo e no rio Aque (Colômbia).

## Dialetos
Alguns dialetos (ou subdialetos) do baniva de Maroa (Ramirez 2019: 447):
- o “warekena do rio Xié”
- o “baniwa de Maroa”
- o “baniwa do baixo rio Tomo”

## Pronomes
Os pronomes (Ramirez 2019: 606):
| Pessoa   | Português | Prefixos Nome, Relacionador, S de Verbo | Sufixos S de Adjetivo, O de Verbo | Pessoais Independentes |
| -------- | --------- | --------------------------------------- | --------------------------------- | ---------------------- |
| 1sg      | eu        | nʊ-                                     | -na                               | nʊ́-ja                  |
| 2sg      | tu        | pi-                                     | -pi                               | pí-ja                  |
| 3msg     | ele       | V́- ~ -V́, i-                             | -V́, -i                            | epálʊ /a-i-palʊ/       |
| 3fsg     | ela       | jʊ-                                     | -jʊ                               | a-jú-pálʊ              |
| 1pl      | nós       | wa-                                     | -wi                               | wá-ja                  |
| 2pl      | vós       | ni-                                     | -ni                               | ní-ja                  |
| 3pl      | eles/elas | ni-                                     | -ni                               | a-ní-pálʊ              |
| pessoa 0 | -         | pa-                                     | -pa                               | -                      |

## Gramática

### Sufixos
Os sufixos em baniva de Maroa, yavitero e maipure (Ramirez 2019):
O sufixo independentizador:
| Glosa             | Baniva | Yavitero | Maipure |
| ----------------- | ------ | -------- | ------- |
| independentizador | -ʂi    | -l̥i      | -ti     |

Sufixos nominais:
| Glosa                     | Baniva          | Yavitero      | Maipure            |
| ------------------------- | --------------- | ------------- | ------------------ |
| ablativo (“de”)           | -wene           | -we(ne)       |                    |
| alativo (“para”)          | -wa-ba          |               |                    |
| perlativo (“ao longo de”) | -wa             | -wa           |                    |
| locativo                  | -iwe            | -iwa + -(i)je | -iwa + -ike + -iku |
| plural                    | -pe, -ne, -nawi | -nawi         | -pe / -ne / -ni    |
| coletivo                  | -natsi, -peli   |               |                    |
| aumentativo               | -ɻʊami          | -ɻʊami        |                    |
| diminutivo                | - tʊi           |               |                    |
| pejorativo, detrimental   | -mi             | -mi           |                    |

Relacionadores:
| Glosa                                    | Baniva                             | Yavitero              | Maipure |
| ---------------------------------------- | ---------------------------------- | --------------------- | ------- |
| sobre                                    | minaʂi                             | mine                  |         |
| como                                     | ale                                | wítsa                 |         |
| em frente de                             | piatʊ                              | -hi(-ha-wa)           |         |
| depois de                                | weniapá (< wene)                   |                       |         |
| atrás de                                 | éepʊna                             | -té [éhʊna- “rastro”] |         |
| em cima de                               | ni-we /ni-iwe/ + putewe /pʊta-iwe/ | ani + hʊta            |         |
| embaixo de                               | epi-ne / api-ne                    | ihi-ne / tʊ́wa         | epi     |
| beneficiário (também jʊe “ter, possuir”) | jʊe                                | je                    | juke    |
| com (comitativo)                         | epi                                | api, áhi              |         |
| com (instrumental, comitativo)           | ima                                | (i)ma                 |         |
| com (instrumental)                       | ijʊ                                | ijʊna                 |         |
| de (separativo)                          | iʂiwa                              | jél̥a                  |         |

Sufixos verbais:
| Glosa                   | Baniva                 |
| ----------------------- | ---------------------- |
| causativo               | -ta                    |
| reflexivo               | -(i)na                 |
| futuro                  | -paʂia                 |
| continuativo            | -wa                    |
| intensivo               | -peta                  |
| para frente e para trás | -dekana                |
| repetitivo              | -tsi                   |
| citativo                | -male [< maa- “dizer”] |
| muito                   | -pa                    |
| quando                  | -li-bena               |
| relativo                | -li                    |
| voz média               | -wa                    |
| passado remoto          | -jale                  |
| perfectivo              | -mia                   |
| ingressivo              | -nia                   |
| ainda                   | -jalʊ                  |
| habitual                | -tsili                 |
| provavelmente           | -ʂewa                  |
| senão                   | -matse                 |
| enfático                | -lʊ                    |
| para que                | -palʊ                  |
| lugar onde              | -wa(-li)               |

### Demonstrativos
Os demonstrativos:
| Glosa       | Baniva       |
| ----------- | ------------ |
| este        | éní /a-i-ni/ |
| esse        | éjá /a-i-ja/ |
| aquele      | étá /a-i-ta/ |
| esta        | á-jʊ-ní      |
| essa        | á-jʊ-já      |
| aquela      | á-jʊ-tá      |
| estes(as)   | á-ni-ní      |
| esses(as)   | á-ni-já      |
| aqueles(as) | á-ni-tá      |
| aqui        | wá-ni        |
| aí          | wá-ja        |
| ali         | wá-ta        |

### Classificadores
Há seis classificadores numerais:
| Categoria             | pa(tsia) “um”  | enába “dois” |
| --------------------- | -------------- | ------------ |
| humano masculino      | peja, patsia   | enaba        |
| humano feminino       | peja           | tʊwanaba     |
| animais               | paminia        | paminianaba  |
| peixes                | pelejalʊ       | elenaba      |
| objetos curvilineares | papʊlialʊni    | enaba        |
| períodos temporais    | babʊja, pawija | bʊʊnaba      |